# Абду-ль-Азиз ибн Муса
Абдул-Азиз ибн Муса ибн Нусайр (араб. عبد العزيز بن موسى‎; убит в марте 716) — арабский государственный деятель, военачальник, вали аль-Андалуса в 714—716 годах. Сын наместника Ифрикии Мусы ибн Нусайра.

## Биография
В июне 712 года Абдул-Азиз ибн Муса принял участие в походе отца в вестготскую Испанию. После взятия мусульманами Мериды Муса ибн Нусайр отправил Абд аль-Азиза с частью войск на юг для подавления восстания в Севилье, с чем он успешно справился. Затем Абд аль-Азиз руководил военной кампанией против вестготского графа Теодемира (Тудмира), нанёс ему поражение и осадил в Ориуэле. Весной 713 года Абд аль-Азиз заключил договор с Теодемиром, по которому тот признавал себя вассалом Халифата и получал в управление юго-восточную часть Пиренейского полуострова, Мурсию в управление как автономное владение.
После отъезда Мусы ибн Нусайра в Дамаск в 714 году Абд аль Азиз был оставлен на посту наместника (вали) завоёванных территорий аль-Андалуса. Своей резиденцией он выбрал Севилью. Он продолжил борьбу с вестготами, которые во главе с королём Ардо укрепились на северо-востоке страны. Возможно, что в это время мусульмане овладели Таррагоной.
Власть мусульман в Испании ещё была непрочной, и Абд аль-Азиз привлекал в страну новые войска (состоявшие, в основном из берберов и мавали), которым выделял земли. Этим остались недовольны представители первой волны мусульманских воинов, которые участвовали в покорении Испании и считали несправедливым деление земель между ними и «новичками».
Для укрепления своей власти в Испании Абд аль-Азиз пытался заручиться поддержкой местной знати и женился на вдове короля Родериха Эгилоне (Принявшей Ислам, и ставшаяся зваться Умм-Асим), которая стала оказывать на него большое влияние. Абд аль-Азиз стал по вестготскому обычаю носить корону и требовал от подчинённых кланяться себе. Это привело к рождению слухов о том, что Абд аль-Азиз стал христианином.
До халифа Сулеймана дошли сведения о «христианских» увлечениях Абд аль-Азиза. В Дамаске создалось впечатление, что он хочет стать независимым правителем и отделиться от Омейядского халифата. Тогда Сулейман отдал приказ убить Абд аль-Азиза, который осуществили заговорщики из окружения наместника во главе с Хабибом ибн Абу Убейдой аль-Фихри. Абд аль-Азиз был убит во время молитвы в мечети (бывшей церкви Санта-Руфина), а его голова отправлена халифу в Дамаск.